# Route nationale 24 (Madagascar)
Pour les articles homonymes, voir Route nationale 24.
La route nationale 24 (N 24) est une route nationale s'étendant de Mananjary jusqu'à Vohilava à Madagascar .

## Description
La route 24 parcourt 45 kilomètres dans la région de Vatovavy.
Elle bifurque de la RN 11 à Mananjary et se dirige vers le nord-ouest jusqu'à Vohilava.

## Parcours
- N11
- Ambaladara
- Ambalakazaha
- Vohilava